# Noblesse autrichienne

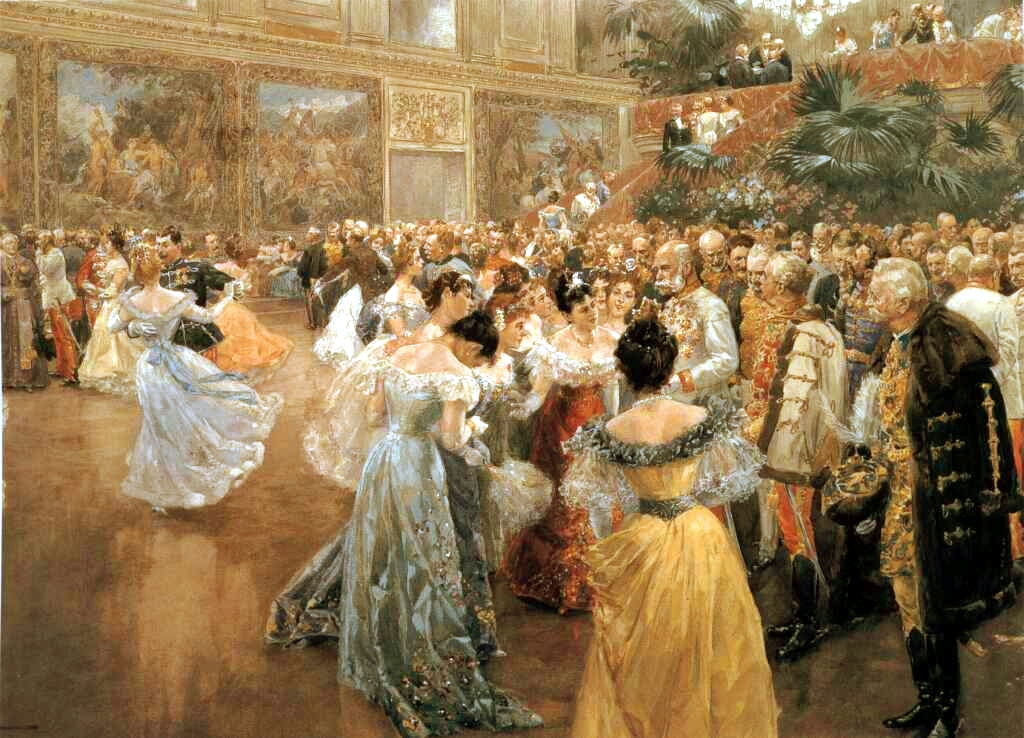
Aristocrates rassemblés autour de l’empereur François Joseph à l’occasion d’un bal au palais impérial de la Hofburg, tableau de Wilhelm Gause (vers 1900). À droite, le comte Károly Khuen-Héderváry.

Historiquement, la noblesse autrichienne (allemand : österreichischer Adel) constituait la classe privilégiée de l’Empire. Le système de la noblesse autrichienne est très proche de celui qui eut cours en Allemagne en raison de leur origine commune dans la noblesse du Saint-Empire. La noblesse a été officiellement abolie à la chute de l’Empire austro-hongrois en 1919. Les anciennes familles nobles et leurs descendants font toujours partie de la société autrichienne contemporaine mais ne disposent plus des privilèges qui furent les leurs. 

## Être noble dans l'empire d'Autriche
Tout noble vivant dans un territoire soumis à l’autorité des Habsbourg et qui prêtait allégeance à l’Empereur et à la dynastie était intégré à l’aristocratie autrichienne. Ceci s’appliqua donc aux membres des noblesses bohême, hongroise, polonaise, croate, dalmate ou encore lorraine. Les différenciations nationales au sein de la noblesse dite autrichienne sont donc extrêmement difficiles, particulièrement après l’établissement de l’Empire austro-hongrois. Un noble galicien pouvait ainsi être considéré comme un noble polonais, mais faisait partie également de plein droit de la noblesse autrichienne.
La religion, au même titre que les distinctions nationales, n’a pas prise sur la noblesse autrichienne. Un noble autrichien pouvant appartenir à chacune des religions professées au sein de l’Empire, catholiques en Autriche, Hongrie, Croatie, Dalmatie ou Pologne, protestants en Bohême ou en Transylvanie, grec orthodoxes en Galicie, serbe orthodoxes en Voïvodine ou encore nobles juifs.
La noblesse autrichienne peut aujourd’hui faire référence à deux catégories :
1) La noblesse historique qui résidait sur les territoires de l’Empire des Habsbourg et avait prêté allégeance à la dynastie, c’est-à-dire toute la noblesse autrichienne jusqu’en 1918 ;
2) L’actuelle noblesse d’Autriche, à savoir les citoyens de nationalité autrichienne dont les familles sont issues de la noblesse de l’Autriche géographique, du Tyrol et du Burgenland.

## Histoire
À partir de 1453, les Archiducs d’Autriche obtiennent le droit d’accorder noblesse à des roturiers, de même que l’archevêque de Salzbourg, dont le territoire resta indépendant. À côté de l'Empereur des Romains (un titre détenu pratiquement sans interruption par l’archiduc d’Autriche de 1438 à 1806), seules de rares familles souveraines détenaient ce droit à l’intérieur du Saint-Empire.
À l’époque de l’absolutisme, la noblesse résidant en ville se transforma lentement en noblesse de Cour (Hofadel). Le service à la cour devint peu à peu le but premier de la noblesse autrichienne, initiant une véritable culture nouvelle. Au sein de la cour impériale, un cercle restreint forme la haute noblesse, appelé les 100 Familien (100 familles), ils possèdent d’immenses fortunes et de nombreux domaines terriens et disposent d’une influence prédominante à la Cour et donc sur la politique et sur la diplomatie de l’Empire.
Après la disparition du Saint-Empire en 1806, les souverains Habsbourg, devenus empereurs d’Autriche en 1804, continuèrent à créer des nobles jusqu’à la chute de la monarchie en 1918. Certaines de ces familles obtinrent le droit de siéger comme pairs à la Chambre Haute du Parlement impérial (Herrenhaus) et au Conseil impérial (Reichsrat) de l’Empire austro-hongrois. Les nobles issus d’anciens États souverains, comme ceux du nord de l’Italie (Venise, Mantoue, Milan), furent également confirmés dans leurs droits et purent conserver leurs titres.

### Burgenland
Sur le statut de la noblesse du Burgenland, qui fit partie du Royaume de Hongrie jusqu’en 1921, voir la noblesse hongroise.

## Abolition de la noblesse en 1919
L'Adelsaufhebungsgesetz de 1919 (Loi d’Abolition de la noblesse) abolit la noblesse de même que tous les privilèges auxquels elle donnait accès et tous les titres et noms nobles, hormis ceux qui appartenaient à la noblesse allemande. Ainsi, aucun citoyen autrichien ne porte de titre de noblesse ni même de particule telles que von (de) ou zu (en). Par exemple, le petit-fils du dernier empereur, l'archiduc Karl von Habsburg-Lothringen est-il simplement né Karl Habsburg-Lothringen. 
Ce qui complique les choses, étant donné que de nombreux descendants des familles de la noblesse continuent à être connus à l’étranger sous leur nom et avec leurs particules nobles, bien que cela soit illégal pour les citoyens autrichiens. Par ailleurs, certaines familles nobles disposent de plusieurs nationalités, (tel est par exemple le cas d’Otto von Habsbourg, fils du dernier empereur et père de Karl cité ci-dessus, qui possède également la nationalité allemande) dont celles de pays où ces législations autrichiennes ne s’appliquent pas. Les particules peuvent  néanmoins être conservées en Autriche sous forme de pseudonymes mais ne sont pas reconnues pour des usages officiels.
Les membres de la petite noblesse ont subi plus durement cette abolition. La recherche et enfin l’acquisition d’un titre nobiliaire ayant été pour eux un moyen d’ascension sociale.
À l’opposé la haute noblesse n’a que peu souffert de l’abolition, s’ils y ont perdu titres et privilèges, ils ont conservé statut et position sociale et purent garder l'intégralité de leurs biens. Le président autrichien Michael Hainisch déclara l’abolition « ...un enfantillage, car elle n’a pas touché ceux qu’elle visait. J’en ai un jour parlé à la très fine et très intelligente princesse Fanny Starhemberg. “Pour nous”, m’a-t-elle dit, “l’abolition officielle est sans conséquence car, avec ou sans titre, nous resteront toujours les Starhemberg”. »
Néanmoins, la loi ne fut jamais modifiée, y compris du temps du fascisme autrichien (1934-1938). Elle resta en place au moment de l’Anschluss (1938-1945) bien qu’elle ne fut guère appliquée, laissant les nobles utiliser librement leurs anciens titres.
Bien que titres et particules n’aient plus d’existence légale en Autriche, certaines personnes sont encore désignées, à titre personnel, d’après leurs anciens titres. Ainsi, Karl Schwartzenberg apparaitra occasionnellement dans la presse comme Fürst Schwarzenberg (Prince de Schwarzenberg) ; il ne dispose pas d’ailleurs de la nationalité autrichienne, étant citoyen helvétique et tchèque.
En revanche, à l’inverse des noblesses bohème, polonaise ou prussienne orientale, la noblesse autrichienne ne subit jamais de confiscations ni de ses biens, ni de ses propriétés. Si des mesures sociales furent prises afin d’assurer une plus grande égalité parmi les citoyens et financer les pouvoirs publics, restreignant l’emprise territoriale traditionnelle ou menant à la vente de nombreux palais et terrains, aucune ne cibla particulièrement la noblesse ni ne lui retira ses possessions.
Pour beaucoup d’Autrichiens, l’abolition de la noblesse, de ses titres et privilèges, reste un élément fondamental de la démocratie et de la méritocratie républicaine qui veut que les décorations et les honneurs ne puisent récompenser que des mérites personnels. La disparition des titres de noblesse fit d’ailleurs place à un usage intensif des titres académiques et professionnels. Pourtant, l’ancienne noblesse est souvent encore traitée avec plus d’égards que le citoyen lambda et joue un rôle central dans le cinéma autrichien d’après-guerre (Sissi impératrice…), la littérature et les médias (les évènements liés à l’ancienne noblesse constituent une part essentielle de la presse à scandale autrichienne). Par ailleurs, la loi est régulièrement  outrepassée lorsqu’il s’agit de s’adresser aux descendants des anciennes familles nobles, particulièrement à l’occasion de la célébration annuelle de l’anniversaire de l’empereur François-Joseph à Bad Ischl, où les élus locaux s’adressent aux Habsbourg en utilisant le terme « Altesses royales et impériale ».
Les descendants des familles de la noblesse autrichienne se sont, par ailleurs, remarquablement bien intégrés à l’Autriche contemporaine. Nombreux comptent encore parmi les plus grandes fortunes du pays comme les Esterházy, les Mayr-Melnhof ou les Mautner-Markhof et dominent encore les domaines qui leur furent traditionnellement réservés : politique, diplomatie ou philanthropie. De plus les anciens nobles restent autant surreprésentés dans le monde des affaires et de la finance qu’ils continuent de dominer la vie mondaine et sociale.
En 2005, on estime à environ 20 000 le nombre des descendants de nobles vivant en Autriche. Cette année-là fut créée la  fondation Vereinigung der Edelleute in Österreich (Association de la noblesse autrichienne, ou VEÖ). Elle se considère comme l’héritière de la Vereinigung katholischer Edelleute in Österreich, fondée en 1922 et bannie par les nazis en 1938. Jusqu’à récemment, les diverses tentatives de refondation avaient été bloquées par les autorités.

## Titres de noblesse
(Titres français et équivalents autrichiens)
- Prince/princesse (Fürst/Fürstin) avec le prédicat d’« Altesse sérénissime » (Durchlaucht)
- Comte/comtesse (Graf/Gräfin)[2] avec le prédicat d’« Illustre Altesse » (Erlaucht)

- Baron/baronne (Freiherr/Freifrau and Freiin)[3]
- Chevalier (Ritter) (sans équivalent féminin)
- Edler/Edle (équivalent approximativement au titre médiéval d’écuyer)

### Titres portés par les Habsbourg
- La femme de l’empereur était « Impératrice » (Kaiserin) avec le prédicat de « Majesté » avec le titre.

Exemple:  Sa Majesté l’Impératrice Zita d’Autriche.
- Les membres de la famille impériale possédaient le titre d'archiduc/archiduchesse (Erzherzog/Erzherzogin) et le prédicat d’« Altesses impériales et royales  » (Kaiserliche und königliche Hoheit).

Exemple: Leurs Altesses Impériales et Royales l'Archiduc François-Charles et l’Archiduchesse Sophie, parents de Sa Majesté Apostolique l'empereur François-Joseph Ier.
- Les membres de la famille impériale exclus de la ligne de succession étaient duc et duchesse ou princes et princesse avec les prédicats d’Altesse (Hoheit) ou d’Altesse sérénissime (Durchlaucht).

Exemple: Sophie, duchesse de Hohenberg.

## Les familles de la noblesse autrichienne

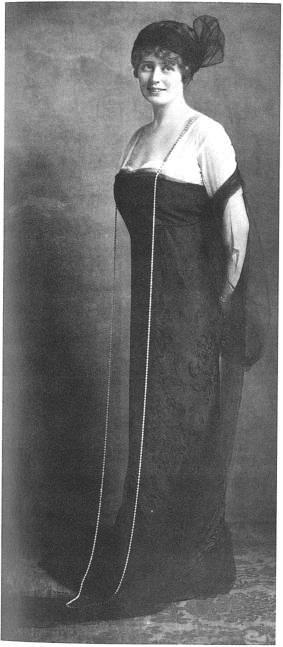
Une jeune comtesse de Schönborn posant pour une photo artistique.

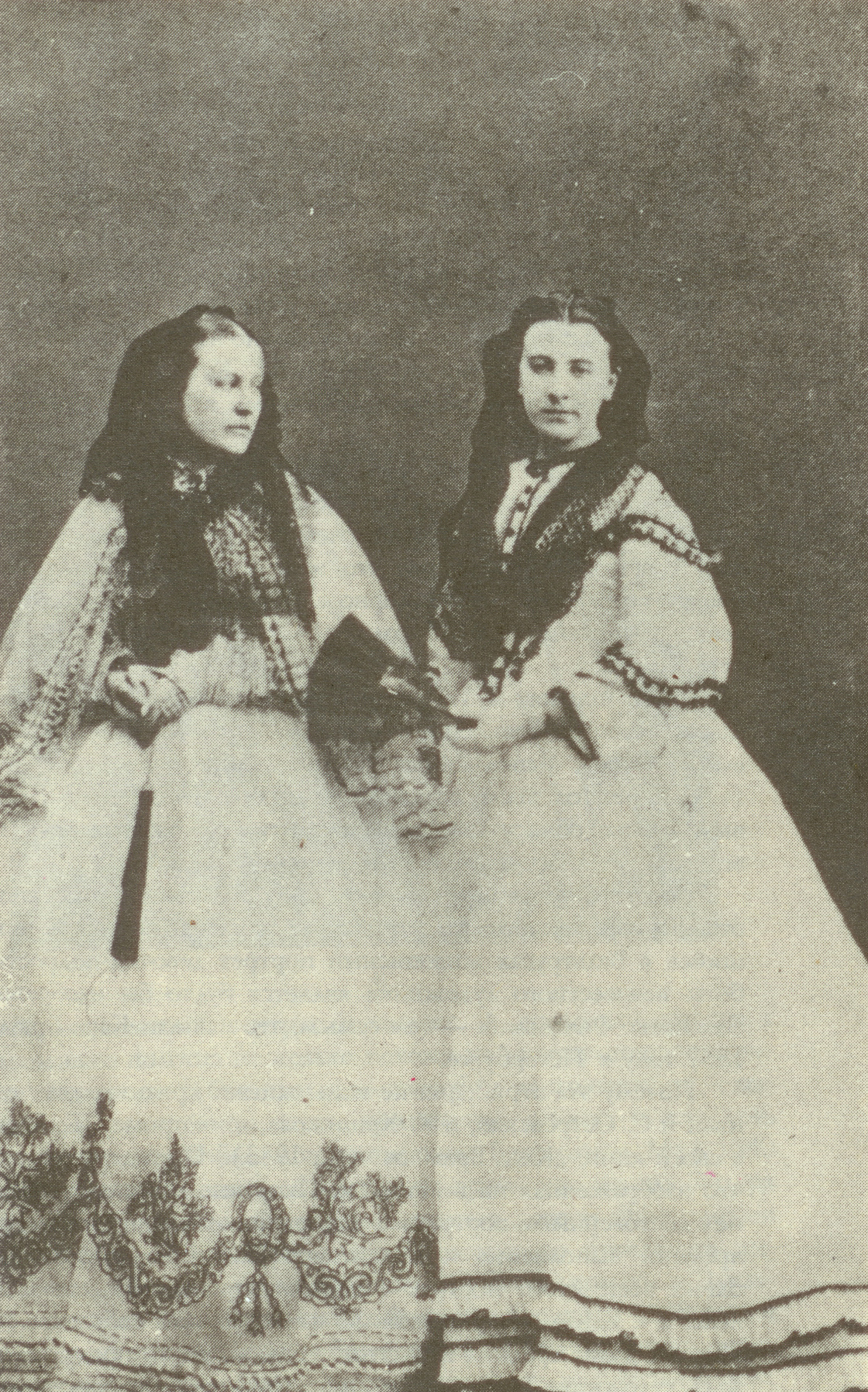
La comtesse Elisabeth-Alexandrine de Ficquelmont, princesse Clary-Aldringen, et sa fille Edmée, comtesse di Robilant e Cereaglio

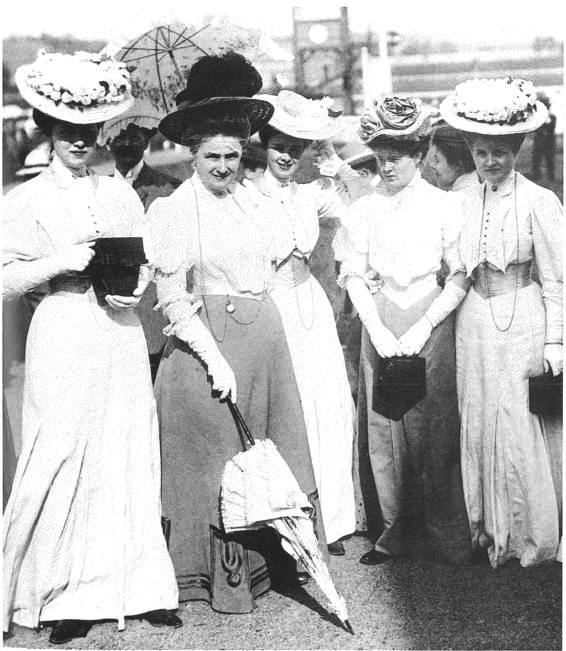
Comtesse Marietta Silva-Tarouca accompagnée de ses filles à une course hippique à Prague.

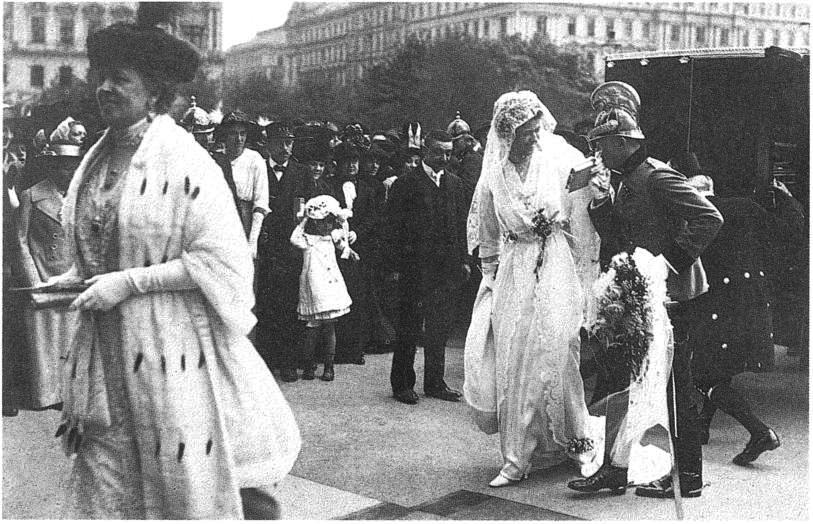
La comtesse Clam-Gallas (à gauche, en manteau d’hermine) arrivant à la Votivkirche de Vienne à l’occasion du mariage d’une de ses sept filles, (couple de droite) la comtesse Gabrielle Clam-Gallas au prince Adolf d’Auersperg. Les mariages de la haute aristocratie donnent lieu à d’exceptionnels évènements mondains.

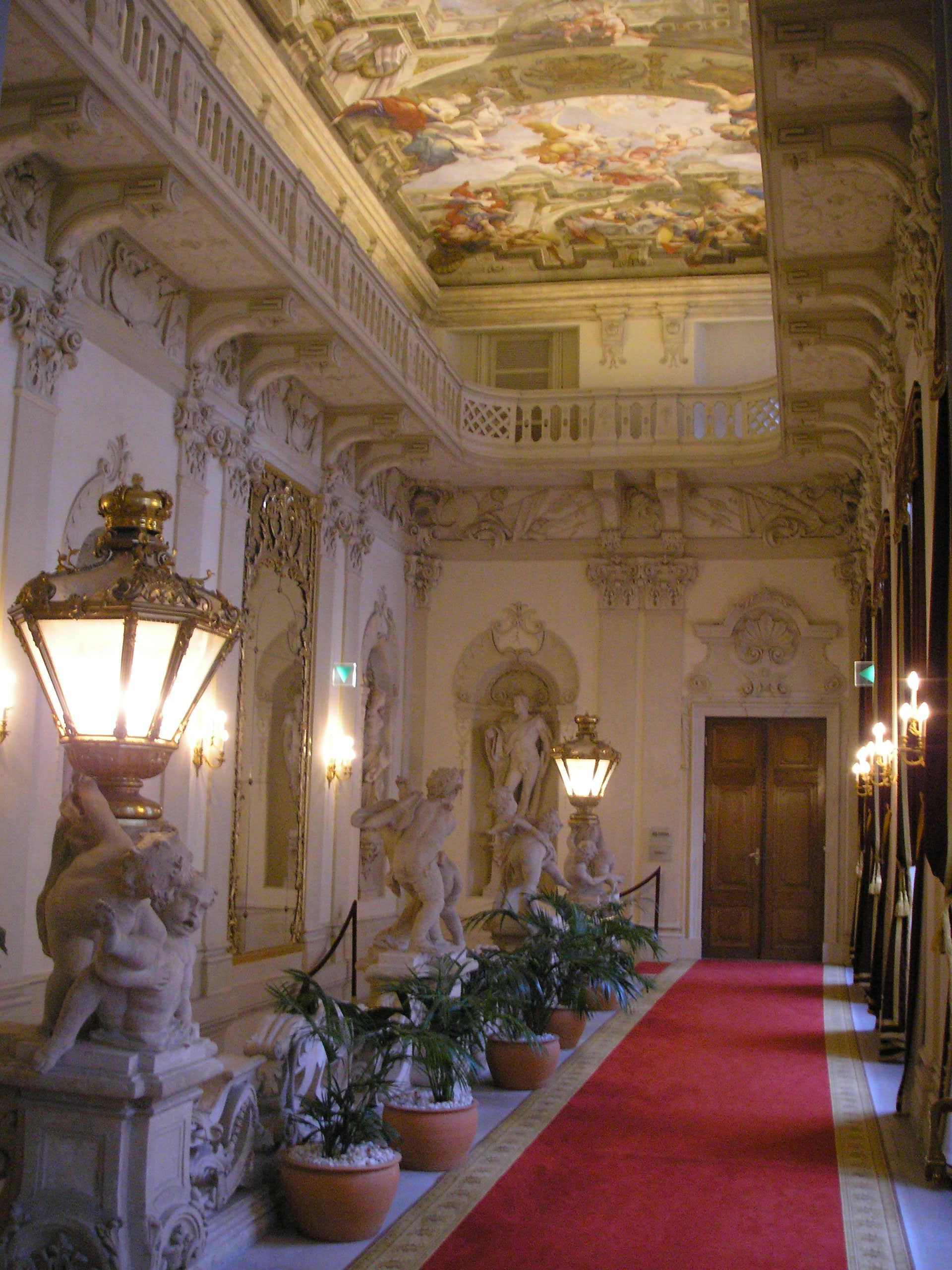
À L’époque baroque, la noblesse commença à s’installer en ville, faisant construire de somptueuse résidence appelées palais. Le palais Kinski de Vienne, propriété des princes Kinski en est l’un exemple les plus abouti.

Voilà la liste des membres de la noblesse autrichienne classés selon leur rang. Certains membres de ces familles ont pu se voir décerner des titres plus élevés par l’empereur. Dans certains cas, ces honneurs ont pu être révoqués lorsqu’ils furent tombés en disgrâce.

### Membres de la famille impériale

#### Erzherzog/Erzherzogin(archiducs/archiduchesse)
- d’Autriche (Maison de Habsbourg-Lorraine)
- d’Autriche-Este (Maison de Habsbourg-Lorraine, ducs de Modène et d’Este)

#### Großherzog/Großherzogin(grand-duc/grande-duchesse)
- de Toscane (Maison de Habsbourg-Lorraine, archiducs d’Autriche)

#### Herzog/Herzogin(ducs/duchesse)
- de Babenberg (ancienne famille souveraine d'Autriche) éteinte en 1246
- de Modène & Este (Maison de Habsbourg-Lorraine, archiducs d’Autriche-Este)
- de Teschen (Maison de Habsbourg-Lorraine, archiducs d’Autriche)
- de Reichstadt (fils de Napoléon et de l’archiduchesse Marie-Louise, Napoleon II)
- de Hohenberg (épouse morganatique et enfants de l’archiduc François Ferdinand)

### Membres de la noblesse
En raison de l’abolition des particules nobiliaire, les familles nobles durent réinventer leurs noms, les listes suivantes présentent donc à la fois leurs noms d’avant 1919 et leurs noms actuels.

#### Fürst/Fürstin(prince/princesse)
- Liste des princes d’Autriche-Hongrie

#### Graf/Gräfin(comte/comtesse)
- Listes des comtes d’Autriche-Hongrie

#### Freiherr/Freifrau/Freiin(baron/baronne)
Il n’existe pas de prédicat pour les barons, néanmoins Gnädiger Herr, Gnädige Frau, ou Gnädiges Fräulein pouvaient être utilisés. Bien qu’ils soient titrés Freiherr, l’usage du terme Baron était assez commun, bien qu’incorrect. Le titre de Freiin était souvent remplacé par geborene (née) Baronin, ce qui était également incorrecte car une Baronin aurait dû être mariée.
- Abele von Lilienberg
- Adamovich (de Csepin)
- (von) Arnstein
- Apfaltern
- (Arz von Straussenburg)
- (von) Augustin
- (von) Auspitz
- (von) Bach
- (von) Baldacci
- Bakonyi
- (von) Baselli
- (Berger-Waldenegg)
- Berlakovich
- (von) Betha
- (von) Bibra
- (von Bienerth)
- (von) Binder
- Blomberg
- (von) Blumencron
- (von) Bouvard (Famille de l'astronome Alexis Bouvard - origine Haute-Savoie)
- Chledowski (von) Pfaffenhofen
- (von Columbus)
- (von) Cornaro
- Cseszneky de Milvány
- (von) Drasche-Wartinberg
- (von) Ende
- Eötvös de Vásárosnamény
- (von) Eskeles
- (von) Ferstl
- Fraydt (von) Fraydenegg
- (von Fries)
- (von) Froelichsthal (ou von Frölichsthal)
- (von Gagern)
- (von) Gomperz
- (von Ghetaldi-Gondola)
- (von) Haas
- (von) Hagenauer
- (von) Helfert
- (von) Hess
- (von Hofkirchen) éteint en 1692
- (von Isbary)
- (Jörger von Tollet) éteint en 1772
- (von Marguti)
- (Kalchegger von Kalchberg)
- (Kay von Bebenburg)
- (Kiß von Ittebe)
- (von) Kubinzky
- (von) Klimburg
- (von) Kuffner
- (von) Laudon
- (von) Leitenberger
- (Leonhardi)
- (von) Lieben
- (von) Ludwigstorff
- (von) Lütgendorff
- Matz von Spiegelfeld
- (Mayr von Melnhof) Mayr-Melnhof
- von Menshengen
- (von Miller zu Aichholz) Miller-Aichholz, aussi titrés Milutinovich-Milovski
- (Nadherny von Borutin)
- (Nagy von Töbör-Ethe)
- ( von Natter-Otter)
- Obenaus von Felsöház
- (von) Oppenheimer
- (Parish von Senftenberg)
- (von) Pereira-Arnstein (cf. Pereira, Arnstein)
- (von) Pfanzelter
- Anton von Poljak (Croatia)
- (von Prandau)
- (von) Quiqueran-Beaujeu
- Reitzes (von Marienwerth), parfois aussi "de Reitzes-Marienwerth"
- (von) Riefel
- von Ripperda
- (von) Rona
- (von ou de) Rothschild, usant du titre Baron

- (von) Ringhoffer
- (von) Scheer
- (von) Schey

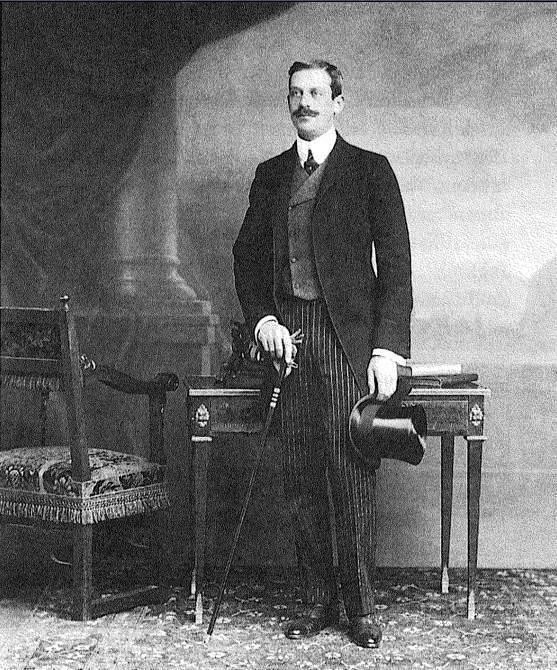
Alphonse James de Rothschild, membre de la célèbre famille de Rothschild. Connu de son vivant comme l’incarnation du « parfait gentleman ».

- Schmeltzern (von) Wildmannsek (voir Die Gothaischen Genalogischen Taschenbucher des Adels)
- (Schey von Koromla)
- (Sebottendorf von der Ronse)
- (von) Seiller
- (von) Silber
- (von) Sina
- (von Skrbensky)
- (von Schnehen)
- (von) Schmeltzern
- (von) Smeltzern zu Wildemannsek
- (von) Smeltzern Wildemannsek
- (von) Spaun
- (von) Stipsicz de Ternova
- (zu) Stübing
- Sypniewski, Ritter von Odrowaz (1480)
- Thavonat-Thavon
- (von) Todesco
- (von) Tomasi
- (von) Turkovich
- Wadenstierna
- (Jäger von) Waldau
- (von) Waechter
- (Wagner von Wehrborn
- Wetzler von Plankenstern
- (von Widmann)
- (von) Wiernes
- (von) Wildmannsek, Schmeltzern
- (von Weigelsperg)
- (von) Wertheimstein
- (von) Westenholz
- (Zeidler-Daublebsky von Sterneck)

#### Ritter(chevalier)
Pas de prédicat officiel, néanmoins Gnädiger Herr était commun. Titre exclusivement masculin, aucune version féminine n’existe. Les femmes issues de familles de Ritter étaient désignées comme "Edle von", ce qui était totalement incorrect, sauf si la famille possédait le titre d’Edle avant son élévation parmi les Ritter.
- Bloch (von Brodnegg), anobli en 1915
- (von Brasseur)
- (von Bouvard), anobli le 24 août 1793
- (von) Ephrussi
- (von) Epstein
- (von) Doderer
- (Friedmann, Ritter von) Prawy
- (von) Ghega
- von Graben von Stein
- (von Grumpenberger)
- (von Hauslab)
- (Hanisch von Greifenthal, Ritter von Reyl)
- (von) Karajan
- (von) Klinkosch
- (Korybut de Ostoja)
- (von Kriegelstein), portant aussi le titre de Reichsritter ainsi que celui de Edler von Sternfeld
- (La Rénotiere, Ritter von Kriegsfeld)
- (von Klaudy)
- (von Kriehuber)
- Lakhner von Lakhnern
- Launsky (von Tieffenthal)
- (von) Leeb
- (von) Mallmann
- (von) Wildemannsek, Schmeltzern
- (von) Maurer (also Mauerer)
- (Mautner von Markhof) Mautner-Markhof
- (von) Merkl
- (von Miller zu Aichholz) Miller-Aichholz, aussi Baron
- (von) Mulwerth
- (von) Nadherny, tchèque : Nádherný
- (von Nahujowski)
- (von Neumann)
- (von) Pellendorf
- (von Premerstein)
- (von) Ponteuxin
- (von Rumpler)
- (Schönwies von) Schönowsky
- (von Schwarz)
- (Skrebeciowicz de Sielecki, ou von Sielecki) Sielecki
- (Stermich von Valcrociata ou von Kreuzenthal) de Stermich di Valcrociata: porte aussi le titre de Edler von Valrociata ou von Kreuzenthal
- (von) Trapp
- (von) Trautenegg
- (von) Wertheim
- de Weryha-Wysoczański
- (von) Winiwarter
- (von) Wessely, plus tard Freiherr

#### Edler/Edle
Pas de prédicat, mais Gnädiger Herr ou Gnädige Frau était commun.
- (Fedrigoni von Etschthal)
- (von Günner)
- (Hanisch von Greifenthal)
- Hofmann von Hofmannsthal
- (von) Holzmeister
- (von) Khol
- (von Korbuss)
- (Milutinowits von Gottesheim)
- (von) Mises
- (von) Musil
- (von Nespern)
- (Schallber von Schalberg)
- (von Schuppler)
- (Sepp von Seppenburg)
- (von Sternfeld), aussi Reichsritter von Kriegelstein
- (von) Sypniewski, aussi "Baron Sypniewski"
- (von) Tanzi, aussi "Graf Tanzi-Blevio"
- (von) Thurneyssen
- (von) Webenau
- (von) Weingartner
- Tarbuk von Sensenhorst

#### Erbsälzer
Patriciens des anciennes villes libres d'Empire, notamment hanséatiques (la Hanse). Si le titre était porté en Autriche, il y était à peine reconnu, en revanche il l'était pleinement en Allemagne.
- (von) Lilien
- (von) Papen

#### Familles nobles de titre et de statut inconnu
Adel
- (Anthony von Siegenfeld)
- (von) Adlgasser
- (von) Benda
- (von ou de) Balogh de Mankó Bük
- Bielka-Karlstreu
- (von Brenner)
- (von ou de) Chledowski
- (von) Doblhoff
- (Dobner von Dobenau)
- (von) Eidlitz
- (von) Einem
- (von Ernst)
- (von Fischer)
- (Fischer von See)
- (Froschmayr von Scheiblenhof)
- (von Fürstenmühl)
- (von) Gaupp
- (von) Gauster-Filek
- (Gelb von Siegesstern)
- (von) Gera
- (von Göhausen)
- (von Greschke)
- (Grognet de Vassé d'Orleans)[réf. nécessaire]
- (von Hellenau)
- (von) Holbein
- (von) Hornbostel
- Jakabffy (von Nemeshetes und Zaguzsen)
- (Korper von Marienwert)
- (von Lambort)
- (von) Lennkh
- (Levasori della Motta)
- (Lippich von Lindburg)
- (von) Lónyay (Le Comte hongrois Elemér Lónyay a épousé l'Archiduchesse Stephanie, veuve du Prince héritier Rudolf, et fut élevé au rang de Prince (Fürst))
- (von Löwenthal-Linau)
- (von) Mendelssohn
- Müller-Hartburg
- (von) Neumann
- (von) Ofenheim
- (von Pechmann), conseiller et chambellan de Louis I de Bavière ; Marie-Amélie (Landsberg le 6 janvier 1812 - Reims le 10 octobre 1878) supérieure du Bon-Pasteur d'Angers.
- (von) Prausnitz
- (von Praxenthaler)
- (von Preradovic), croate : Preradović
- (von) Radak
- (von Remenyik), hongrois : Reményik
- (von) Rigel
- (von) Rottal
- (von) Saar
- (de) Saeger (since 1731)
- Schiff (von Suvero)
- (von) Scholten
- (Schönburg-de Laserna)
- Schumacher (von Marienfrid)
- (von) Strachwitz (l'Allemand Franz Graf (Comte) Strachwitz von Groß-Zauche und Camminetz obtint la nationalité autrichienne sans suppression du von)
- (von Stremnitzberg)
- (Suchy von Weißenfeld)
- (Toscano dell Banner)
- (von) Tomasi zu Tütschen
- von Tothfalussy
- (Tuschner von Hirschberg)
- (von Ürmenyi), hongrois : Ürményi
- (von Zepharovich, Zepharovich)
- (von) Zumbusch
- (Zeßner-Spitzenberg)

## Marquis
- Gozeni di S. Giorgio (famille issue des possessions italiennes des Habsbourg)

## Ouvrages
- Binder-Krieglstein, Reinhard. Österreichisches Adelsrecht 1868-1918/19. Peter Lang, Vienne, 2000,  (ISBN 978-3-631-34833-8)
- Coudenhove-Kalergi, Richard. Adel. Vienne, 1923.
- Frank-Döfering, Peter. Adelslexikon des österreichischen Kaisertums 1804–1918. Herder (de), Vienne, 1989.  (ISBN 3-210-24925-3)
- Lieven, Dominic. The aristocracy in Europe. Londres, 1992.
- Siegert, Heinz. Adel in Österreich. Vienna 1971.
- Stekl, Hannes. Adel und Bürgertum in der Habsburgermonarchie 18. bis 20. Jahrhundert. Oldenbourg, Vienne, 2004.  (ISBN 3-486-56846-9)
- Walterskirchen, Gudula. Blaues Blut für Österreich. Amalthea, Vienna 2000.  (ISBN 3-85002-452-0)
- Walterskirchen, Gudula. Der verborgene Stand. Adel in Österreich heute. Amalthea, Vienne, 2007.  (ISBN 3-85002-428-8)
- Der Gotha. Supplement. Der "Österreich-Gotha". Mit Ergänzungswerken zum deutschen Adel. Saur, Munich, 1997.  (ISBN 3-598-30359-9)